# Quercus obovatifolia
Quercus obovatifolia és una espècie de roure que pertany a la família de les fagàcies i està dins del subgènere Cyclobalanopsis, del gènere Quercus.

## Descripció
Quercus obovatifolia és un arbre perennifoli que creix entre 5 a 11 m d'altura, de vegades més petit. Les fulles fan 2,5-6 x 1,5-2,5 cm, estretament el·líptiques a oblongooboval. L'àpex és arrodonit, de vegades agut o curtament acuminat; cuneïforme comú. El marge de la fulla és sencer, de color verd fosc per sobre, florit per sota, amb alguns pèls estrellats dispersos, convertint-se sense pèl, amb 5-8 parells de venes, prominents per sota de la fulla, remotament impressionades per sobre. Les venes terciàries fosques per sota. Els pecíols fan 2-8 mm de llarg, en un primer moment peluts, convertint-se en glabres. Les flors masculines en 2 cm de llarg del raquis, tenint 1-3 glans. Les glans fan 1-2 cm de diàmetre, subgloboses, solitàries o 2-3 juntes, glabres. Tenen un peduncle de 3-8 mm de llarg, tancades 1/3 de tassa, tassa de mitja canya, 1,5-2 cm de diàmetre, tomentoses a fora, sedós a l'interior, amb 7-9 anells concèntrics denticulats. La cicatriu fa 5-8 mm, plana. L'estil és persistent. Les glans maduren al cap d'1 any.

## Distribució i hàbitat
Quercus obovatifolia creix a les províncies xineses de Fujian, Guangdong, i sud de Hunan, als boscos muntanyencs perennifolis de fulla ampla en vessants i cims, entre 1600 i 1800 m.